# 加藤義孝
加藤 義孝（かとう よしたか、1951年9月17日 -　）は、日本の公認会計士、新日本有限責任監査法人（現　EY新日本有限責任監査法人）前理事長。福島県出身。

## 略歴、人物
- 1951年、福島県に生まれる。
- 1970年4月、東北大学入学
- 1974年3月、東北大学経済学部卒。TAC株式会社社長斎藤博明とは同級。
- 1974年10月、公認会計士試験合格、監査法人太田哲三事務所（現　EY新日本有限責任監査法人）入所。
- 1998年5月、太田昭和監査法人代表社員。
- 1990年 - 1999年、世界4大会計事務所「Big4」の一つであるアーンスト・アンド・ヤング・ロサンゼルス事務所に駐在。
- 2006年5月、新日本監査法人常任理事就任。
- 2008年8月、新日本有限責任監査法人理事長就任。いわゆる「4大監査法人」の中で最年少理事長[1]。
- 2014年6月、新日本有限責任監査法人理事長を退任。
- 2015年、住友化学監査役、三井不動産株式会社監査役、損害保険料算出機構監事[2]。
- 2016年、住友商事株式会社監査役[3]。